# Aerobee

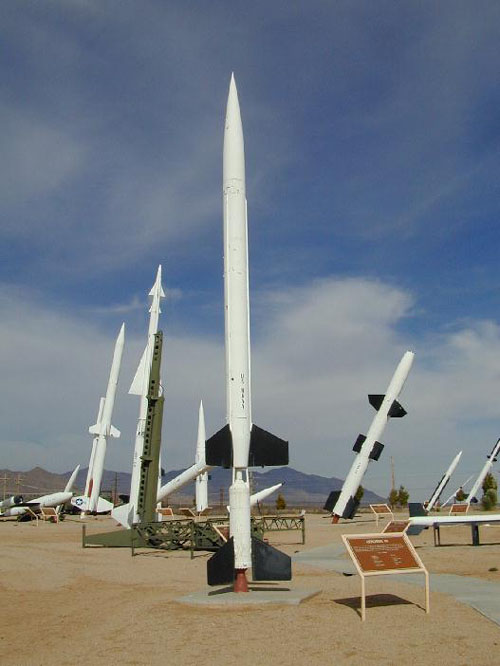
Misil Aerobee Hi, Museo de misiles de White Sands.

El cohete Aerobee fue un pequeño (8 m) cohete sonda suborbital sin guía que se usaba para hacer investigación de la atmósfera y de la radiación cósmica en los Estados Unidos en la década de 1950. Reutilizó la tecnología del Aerojet General X-8.
Fue construido por Aerojet General. Esta empresa empezó a funcionar en 1946 y disparó el primer Aerobee desde las White Sands Proving Grounds de Nuevo México el 24 de julio de 1947. Alcanzó una altura de 56 km. 
Era un cohete de combustible sólido. Tenía dos etapas, una de combustible sólido y otra de ácido nítrico/anilina. Podía alcanzar distancias de 230 km (una variante posterior más de 400 km), la instrumentación enviaba telemetría de forma constante y podía recuperarse con un paracaídas. Se lanzaba desde una torre de 53 m de altura para garantizar su estabilidad hasta que los alerones estaban a una altura suficiente para ser efectivos. Podían transportar hasta 68 kg de carga útil a una altitud de 130 km.
El primer Aerobee equipado con instrumentación fue el A-5. Se lanzó el 5 de marzo de 1948 desde White Sands. Llevó instrumentos para la investigación de la radiación cósmica hasta una altura de 117,5 km. El último vuelo de un Aerobee tuvo lugar en 1958. Mediante el Aerobee se detectaron muchas de las primeras fuentes de rayos X celestes como Scorpius X-1 y Cygnus X-1. Variantes del Aerobee se lanzaron en 1968 y 1969 para realizar investigación relacionada con el programa Apolo. 
Si tenemos en cuenta todas sus variantes, se lanzaron un total de 1037 Aerobees, el último el 17 de enero de 1985.

## Datos técnicos

### Aerobee
- Carga: 68 kg
- Altitud máxima: 130 km
- Empuje al despegue: 18 kN
- Masa total: 727 kg
- Diámetro del cuerpo principal: 0,38 m
- Longitud total: 7,80 m

### Aerobee 75

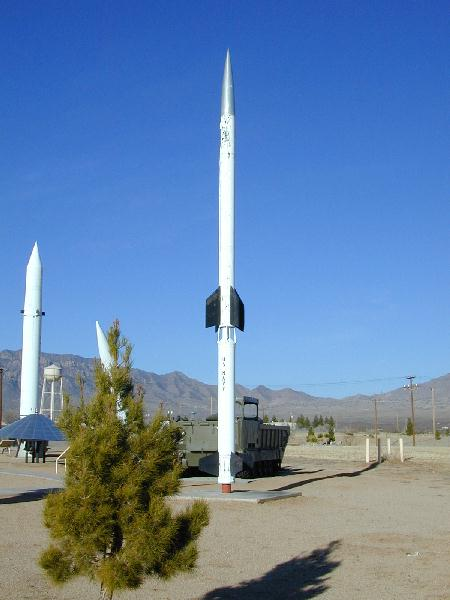
Aerobee 170 Rakete, Museo de misiles de White Sands.

- Altitud máxima: 80 km
- Empuje al despegue: 7,00 kN
- Masa total: 400 kg
- Longitud total: 6,00 m

### Aerobee 150
- Carga: 68 kg
- Altitud máxima: 270 km
- Empuje al despegue: 18 kN
- Masa total: 930 kg
- Diámetro del cuerpo principal: 0,38 m
- Longitud total: 9,30 m

### Aerobee 170
- Altitud máxima: 200 km
- Empuje al despegue: 225 kN
- Masa total: 1.270 kg
- Diámetro del cuerpo principal: 0,42 m
- Longitud total: 12,60 m

### Aerobee 170A
- Altitud máxima: 200 km
- Empuje al despegue: 217 kN
- Masa total: 1.270 kg
- Diámetro del cuerpo principal: 0,42 m
- Longitud total: 12,40 m

### Aerobee 170B
- Altitud máxima: 200 km
- Empuje al despegue: 225 kN
- Masa total: 1.270 kg
- Diámetro del cuerpo principal: 0,42 m
- Longitud total: 12,40 m

### Aerobee 200
- Altitud máxima: 250 km
- Empuje al despegue: 225 kN
- Masa total: 1.600 kg
- Diámetro del cuerpo principal: 0,42 m
- Longitud total: 12,60 m

### Aerobee 300
- Carga: 45 kg
- Altitud máxima: 300 km
- Empuje al despegue: 18 kN
- Masa total: 983 kg
- Diámetro del cuerpo principal: 0,38 m
- Longitud total: 9,90 m

### Aerobee 300A
De características similares al Aerobee 300, utilizaba un Aerobee 150A como primera etapa en lugar de un Aerobee 150.

### Aerobee 350
- Carga: 227 kg
- Altitud máxima: 450 km
- Empuje al despegue: 217 kN
- Masa total: 3.839 kg
- Diámetro del cuerpo principal: 0,56 m
- Longitud total: 15,90 m
- Envergadura: 2,30 m